# Программа по борьбе с расизмом
Программа по борьбе с расизмом (англ. Programme to Combat Racism, PCR) — политическая программа Всемирного совета церквей в 1970-х, 1980-х и 1990-х годах. 

## История
Программа была основана Всемирным советом церквей в 1969 году в ответ на мандат Четвертой ассамблеи совета 1968 года в Уппсале, Швеция. Специальный фонд Программы для освободительных движений ознаменовал переход от словесного протеста против апартеида к более материальным действиям, таким как сокращение инвестиций в Южной Африке и оказание материальной поддержки движениям сопротивления. 
Одной из целей программы было противодействие расовой сегрегации в Южной Африке. Политическая программа продолжала играть весьма заметную и противоречивую роль в международных дебатах о правлении белого меньшинства в Южной Африке с 1970-х годов. Вклад её в борьбу с расизмом обсуждался на программах Всемирного совета церквей и в Европейском Парламенте. 
После 2020 года работа программы оставалась актуальной ввиду непрекращающейся ксенофобии во многих частях света. В 2023 году Всемирный совет церквей подчеркнул, что программа сыграла важную роль в победе над расизмом в Южной Африке.

## Критика и ответ
В 1970 году Reader's Digest предположил, что Программа по борьбе с расизмом финансировала четырнадцать групп, вовлеченных в революционную партизанскую деятельность, некоторые из которых были коммунистическими по идеологии и получали вооружение из Советского Союза. Впоследствии эти утверждения были подвергнуты сомнению как непроверенные.
Выдвигались так же утверждения, что программа финансировала ряд освободительных движений и, как предполагалось, в период с 1979 по 1991 год пожертвовала в общей сложности 9 749 500 долларов. В 1977 году в США и Великобритании было опубликовано «Мошенническое Евангелие» (англ. The Fraudulent Gospel). На обложке была графическая фотография 27 восточных родезийцев, которые, как утверждается, были «убиты в Восточной Родезии в декабре 1976 года террористами, финансируемыми Всемирным советом церквей». По утверждению ряда авторов группы, получившие финансовую или иную поддержку программы, включали Национальный союз за полную независимость Анголы, Народное движение за освобождение Анголы, Фронт освобождения Мозамбика, Народную организацию Юго-Западной Африки, Патриотический фронт Зимбабве, Африканский национальный конгресс и Панафриканский конгресс Азания. Их обвинили в пожертвовании 85 000 долларов Зимбабвийскому африканскому национальному союзу в 1978 году. Споры по поводу программы были отражены в Time в статье под названием «Выходя за рамки благотворительности: следует ли отдавать христианские деньги террористам?» (англ. Going Beyond Charity: Should Christian Cash Be Given to Terrorists). Статья была подвергнута критике архиепископом Кейпауна, подчеркнувшем, что «церковь не вовлекалась в политическую деятельность».